# 廣済堂レディスゴルフカップ
廣済堂レディスゴルフカップ（こうさいどうレディスゴルフカップ）は、1982年から2009年まで、大手印刷業の廣済堂及びその関連各社が主催していた日本女子プロゴルフ協会公認の女子プロゴルフトーナメントの一つで、毎年5月最終週から6月第1週に千葉県市原市の千葉廣済堂カントリー倶楽部で開催されていた。大会当初は「廣済堂アサヒゴルフカップ」の名称だったが、1996年から現在の名称で行われていた。2009年実績、賞金総額6000万円、優勝賞金1080万円。

## 歴代優勝者
- 1982年： 吉川なよ子
- 1983年： 呉明月
- 1984年： 涂阿玉
- 1985年： 大迫たつ子
- 1986年： 小林洋子
- 1987年： 松田惠子
- 1988年： 黄璧洵
- 1989年： 涂阿玉
- 1990年： 樋口久子
- 1991年： 岡本綾子
- 1992年： 岡田美智子
- 1993年： 望月佳代
- 1994年： 岡本綾子
- 1995年： 黄璧洵
- 1996年： 曽秀鳳
- 1997年： 福嶋晃子
- 1998年： 村井真由美
- 1999年： 安井純子
- 2000年： 曽秀鳳
- 2001年： 高村亜紀
- 2002年： 藤野オリエ[1]
- 2003年： 服部道子
- 2004年： 不動裕理
- 2005年： 米山みどり
- 2006年： 天沼知恵子
- 2007年： 不動裕理
- 2008年： 飯島茜
- 2009年： 横峯さくら

## テレビ中継
- 大会の模様はテレビ東京系列及びBSデジタル放送のBSジャパンで放送していた。また2008年及び2009年は最終日のみ、東北放送、青森放送など他系列局でも放送されていた。